# Peter Lipa
Peter Lipa (ur. 30 maja 1944 w Preszowie) – słowacki muzyk oraz popularyzator jazzu, niekiedy nazywany „ojcem słowackiego jazzu”.
Lipa urodził się w Preszowie. Od dwunastego roku życia uczył się gry na skrzypcach, później na trąbce, puzonie oraz gitarze. Ukończył liceum w Preszowie, a następnie studia na Słowackim Uniwersytecie Technicznym w Bratysławie i pracował jako redaktor Czechosłowackiego Radia. W latach 1975–1976 studiował dziennikarstwo na Uniwersytecie Komeńskiego w Bratysławie.
Od pierwszej połowy lat 60. współtworzył wiele zespołów jazzowych, do których zaliczają się między innymi: Struny (1963–1966), Blues Five (1968–1969), Orchester Gustáva Offermana (1969-71), Revival Jazz Band (1972–1977), Combo Petra Lipu (1977–1990), T&R Band (1986–1995), Višegrad Blues Band (2004), Peter Lipa Band (1995–1998), EU4 (2011).

## Wybrana dyskografia[4][5]

### Albumy solowe
- Neúprosné ráno (1983)
- Škrtni, co se nehodí (razem z zespołem Luboš Andršt Blues Band; 1987)
- Je to stále tak (1987)
- Peter Lipa a T+R Band (razem z zespołem T+R Band; 1987)
- Blues Office (razem z zespołem Luboš Andršt Blues Band; 1988)
- Svíčka a stín (razem z Evą Olmerovą i Janą Koubkovą; 1992)
- Naspäť na stromy (razem z Andrejem Šebanem, Jurajem Griglákiem, Jurajem Bartošem i Gabonem Jonášem; 1995)
- Čierny Peter (razem z Andrejem Šebanem, Jurajem Tatárem, Gašparem i Marcelem Buntą; 1998)
- ...v najlepších rokoch (2001)
- Beatles in Blue(s) (2003)
- Lipa spieva Lasicu (2005)
- Jana Kirschner, Peter Lipa, Boboš Procházka (razem z Janą Kirschner i Bobošem Procházką; 2005)
- 68 (2012)
- Návšteva Po Rokoch (razem z Milanem Lasicą; 2013)
- Dobré meno (2019)

## Nagrody
- W 1998 roku otrzymał Krištáľové krídlo[6],